# Catloaf

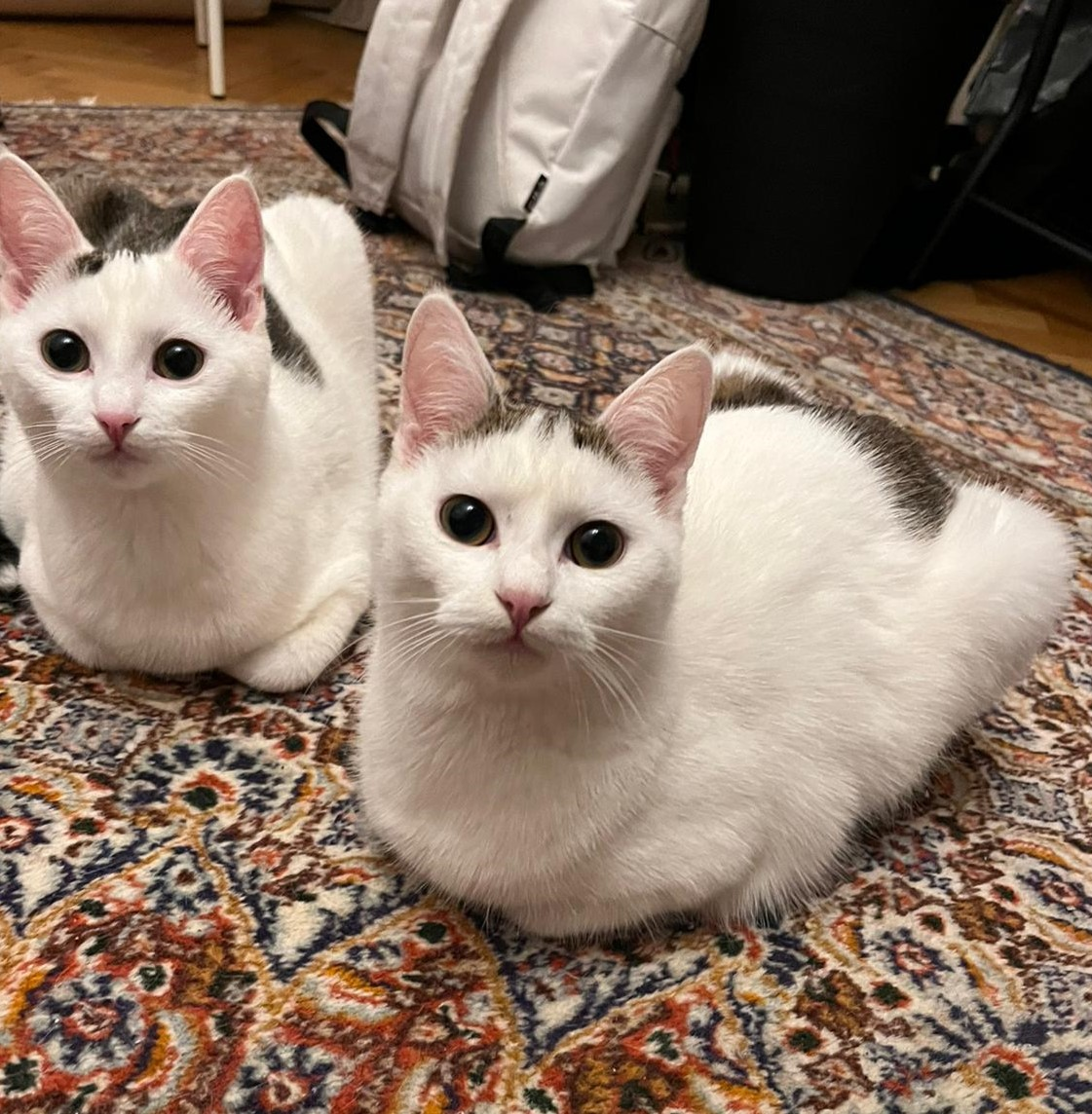
Zwei Hauskatzen in der Catloaf-Sitzposition

Catloaf [kætləʊf] (zusammengesetzt englisch cat Katze und loaf Laib), auch cat loaf geschrieben, ist ein Begriff aus dem Internet, der die Sitzposition einer Hauskatze beschreibt, bei der die Katze ihre Pfoten und den Schwanz unter den Körper klemmt und damit eine laibähnliche Form bildet. Es wird spekuliert, dass die Sitzposition darauf hindeutet, dass die Katze sich sicher fühlt und daher kein Bedürfnis hat, zur Flucht oder zum Angriff bereit zu sein. Ein anderer möglicher Grund, welcher für diese Sitzposition vermutet wird, ist, dass die Katze eine angenehme Körpertemperatur beibehalten will, ohne sich dabei bewegen zu müssen.
Die Herkunft des Begriffes ist nicht eindeutig geklärt, er wird aber oft auf den Comiczeichner Bernard Kliban zurückgeführt, welcher in seinem Buch Cat  im Jahre 1975 eine Ähnlichkeit zwischen der Sitzposition und einem Hackbraten (meatloaf) feststellte. Die Popularität des Wortes erreichte jedoch erst in den 2010er Jahren auf Sozialen Medien wie Reddit, Twitter und Facebook durch Memes ihren Höhepunkt.
Die Stellung wird auch als Müffchenstellung bezeichnet.